# Комуністична партія України (1918—1991)
Комуністи́чна па́ртія Украї́ни (КПУ; до 1952 — Комуністична партія (більшовиків) України — КП(б)У) — республіканська організація Комуністичної партії Радянського Союзу (КПРС) в Українській РСР, що здійснювала керівництво усіма галузями життєдіяльності УРСР згідно з політичними директивами КПРС. Ідеологічною платформою КПУ був марксизм-ленінізм, організаційним принципом — демократичний централізм, програмною метою — побудова соціалістичного і комуністичного суспільства. Норми внутрішнього життя визначалися статутом КПРС.
Партія була утворена у 1918 році як частина (обласна організація) Російської комуністичної партії (більшовиків). Це була реакція більшовиків на Українську революцію 1917–1921 років та утворення Української Народної Республіки і було необхідно, щоб забезпечити майбутнє підпорядкування України радянському уряду у Москві.
Партія була заборонена у серпні 1991 року після провалу спроби державного перевороту в СРСР.
У 1993 році вже у незалежній Україні була утворена однойменна партія, яка брала активну участь в політичному житті України і позиціонувала себе як правонаступниця КПУ радянського періоду. Ця партія була заборонена у 2015 році, хоча рішення про заборону не було впроваджене до 2022 року.

## Історія

### Передумови
КПУ виникла з більшовицьких осередків Російської соціал-демократичної робітничої партії (РСДРП), які діяли в українських губерніях Російської Імперії. До революції 1917 року вони не були об'єднані в окрему всеукраїнську організацію. Більшовики визнавали існування української нації — її права на самовизначення.
З активізацією діяльності більшовицьких організацій в Україні після Жовтневого перевороту керівництво РСДРП(б) погодилось створити загальноукраїнський більшовицький центр і відправило до Києва членів ЦК Зінов'єва і комісара Румунського фронту Рошаля. 3 грудня 1917 року у Києві відкрився з'їзд, що увійшов в історію як Крайовий (Обласний) з'їзд РСДРП(б). З'їзд проголосив утворення всеукраїнської більшовицької організації під назвою «РСДРП(б) — Соціал-демократія України» та обрав її керівний центр — Головний комітет соціал-демократії України (ГК СДУ).
До Головного комітету було обрано дев'ять членів: Володимир Ауссем, Василь Шахрай,  Євгенія Бош, Георгій Лапчинський, Володимир Затонський, Олександр Горвіц та інших. За деякими спогадами головою комітету стала Євгенія Бош, згідно з іншими джерелами посаду секретаря Головного комітету обійняв Лапчинський. Фактично керівний центр виявився недієздатним. Причин цього декілька. Одна — невизнання Донецько-Криворізьким обкомом РСДРП(б) Головного комітету як всеукраїнського партійного центру; друга — переобтяженість членів ГК СДУ роботою в ЦВК і Народному Секретаріаті; третя — невизначеність позиції ЦК РСДРП(б).

### Створення. І з'їзд КП(б)У

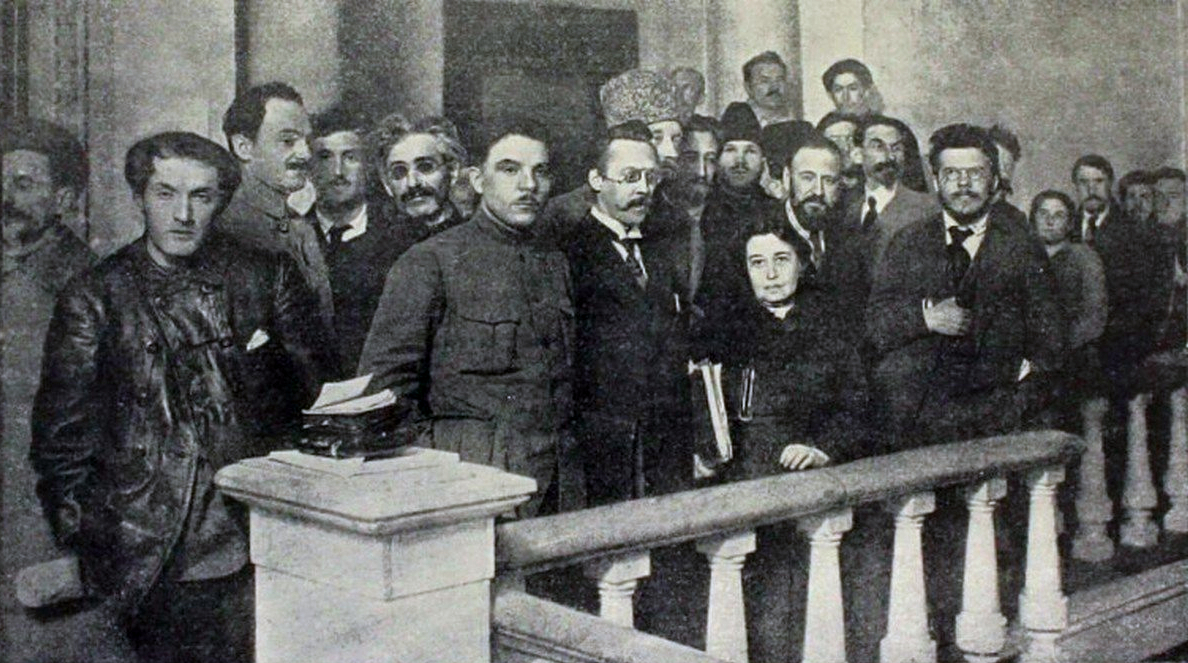
Керівні діячі КП(б)У під час українсько-більшовицької війни. Зліва направо: О. Хмельницький, М. Рухимович, М. Грановський, В. Юдовський, К. Ворошилов, В. Мещеряков, М. Подвойський, А. Балабанова, Х. Раковський, М. Скрипник, В. Затонський.

Створення партії проголошене за ініціативи Миколи Скрипника на нараді представників більшовицьких організацій українських губерній у Таганрозі 18-20 квітня 1918 р. під назвою Комуністична партія (більшовиків) України.
Радянські джерела у офіційному виданні зазначали, що КП(б)У: «Формально заснована у квітні 1918 як самостійна компартія, але вже через 3 міс., на своєму I з'їзді, КП(б)У увійшла до РКП(б) з підпорядкуванням загальним партійним з'їздам і ЦК».
На час створення УСРР КП(б)У, що входила на правах обласної організації до РКП(б) і спиралася на збройні сили РСЧА РСФСР, була проголошена керівною силою в УСРР. На той час КП(б)У була малочисельною: наприкінці 1918 р. — 4364 членів на десятки мільйонів українського населення, і, внаслідок цієї обставини, не була представником ні робітничого класу, ні селянства. Національний склад членів партії, як зазначав на XII з'їзді РКП(б) Микола Бухарін, був переважно «російсько-єврейським».

На І з'їзді КП(б)У, який відбувся у липні 1918 в Москві на вимогу російських більшовиків було ухвалене рішення про входження до складу РКП(б) із збереженням власної назви. З'їзд КП(б)У ухвалив наступну резолюцію:
|  | І з'їзд Комуністичної партії (більшовиків) України вважає, що завданням нашої партії на Україні є: рішуче порвавши з помилками минулого, боротися за революційне об'єднання України з Росією на засадах пролетарського централізму, в межах Російської Радянської Соціалістичної Республіки, на шляху до утворення всесвітньої пролетарської комуни |

Спочатку партію очолював Георгій П'ятаков (липень-вересень 1918 р.), потім — Серафима Гопнер (вересень-жовтень 1918 р.), Емануїл Квірінг (жовтень 1918 р. — березень 1919 р.), Станіслав Косіор (травень 1919 — листопад 1920 р.).
Пріоритетність українських національних питань виборювалась, а не падала як манна небесна, у міжнародному комуністичному русі. Так, повстання у Таврійській губернії у травні 1919 р. 6-ї радянської дивізії під командуванням Григор'єва спонукало до того, щоб Українська комуністична партія (боротьбистів) (члени — Олександр Шумський, Василь Еллан-Блакитний та інші), яка стояла біля джерел створення УНР, інтегрувалась до лав КП(б)У.
Після серії військових поразок та в зв'язку з ризиком втрати України на початку липня 1919 замість ЦК КП(б)У було створене Зафронтове бюро для керівництва підпільними організаціями у тилу військ генерала Денікіна. Чільником залишався Станіслав Косіор, а місце перебування бюро постійно змінювалося. Деякий час Зафронтове бюро квартирувало у Брянську, потім — у Серпухові. В грудні 1919 року воно припинило свою роботу.
Навесні 1920 року відбулась значна подія в історії Комуністичної партії України: IV конференція КП(б)У, що проходила у Харкові від 17 до 23 березня. З доповіддю на ній виступив російсько-грузинський комуніст Йосип Сталін, який виклав тези ЦК РКП(б) до IX з'їзду партії. Після бурхливої дискусії за тези ЦК РКП(б) проголосувало 86 чоловік, проти — 117. Більшість отримало революційно-пролетарське крило партії — «децисти», а основу більшості складала Харківська партійна організація. Меншість на знак протесту залишила конференцію. Усі рішення IV конференції КП(б)У не були визнані московським керівництвом РКП(б), а Центральний комітет КП(б)У, обраний на конференції, — розпущено і 5 квітня призначено тимчасовий ЦК.
20 березня 1920 р. відбулося спільне засідання IV конференції КП(б)У та конференції УКП(б). Так під тиском Комінтерну до КП(б)У приєдналася Українська комуністична партія (боротьбистів), а згодом — і Українська Комуністична Партія. До 1925 року змінилося ще три партійних керівника — Вячеслав Молотов (листопад 1920 р. — грудень 1921 рр.), Дмитро Мануїльський (грудень 1921 р. — квітень 1923 р.) і ще раз Емануїл Квірінг. У 1925 році першим секретарем ЦК КП(б)У став Лазар Каганович, який проводив подвійну політику — формально партія підтримувала курс на українізацію, неформально — усі її чільні провідники ізолювалися і усувалися від впливу на ухвалення рішень. У 1928 році Кагановича було зміщено, а його посаду став обіймати Станіслав Косіор, який був першим секретарем ЦК КП(б)У аж до 1938 року.
Порівняно із чисельністю українського населення на споконвічних етнічних територіях, кількість членів КП(б)У була незначною: наприкінці 1918 року — 4364 членів; у березні 1923 року — 56000 членів і 14000 кандидатів, із них українців за національністю лише 24 %; після т. зв. «ленінського призову» — 165000 членів і кандидатів, з них українців — 33 %; у листопаді 1925 року — 98000 членів і 69000 кандидатів, з них українців — 38 %; наприкінці 1928 року — 114000 членів і 64000 кандидатів.
Незалежність КП(б)У відмічає помічник-ренегат Сталіна у контексті конкуренції у російській ВКП(б) 1920-х років між керівником апарату ВКП(б) Сталіним і керівником Ленінградського губкому ВКП(б) Зінов'євим:
| «               | Висунувши навесні 1922 року Сталіна на пост генерального секретаря партії, Зінов'єв вважав, що позиції, які він сам займав у Комінтерні і в Політбюро, явно важливіші, ніж позиція на чолі партійного апарату. Це був прорахунок і нерозуміння процесів, зосередження влади в руках апарату, що відбувалися в партії. Зокрема, одна річ для людей, які боролися за владу, повинна бути абсолютно ясною. Щоб бути при владі, треба було мати свою більшість у Центральному Комітеті. Але Центральний Комітет обирається з'їздом партії. Щоб обрати свій Центральний Комітет, треба було мати свою більшість на з'їзді. А для цього треба було мати за собою більшість делегацій на з'їзд від губернських, обласних і крайових партійних організацій. Тим часом ці делегації не стільки вибираються, скільки підбираються керівниками місцевого партійного апарату — секретарем губкому і його найближчими співробітниками. Підібрати й розсадити своїх людей у секретарі та основні працівники губкомів, і таким чином буде ваше більшість на з'їзді. Ось цим підбором і займаються систематично вже протягом декількох років Сталін і Молотов. Чи не всюди це проходить гладко і просто. Наприклад, складний і важкий шлях ЦК України, у якого кілька губкомов. Доводиться комбінувати, зміщувати, переміщати, то садити на ЦК України першим секретарем Кагановича, щоб навів у апараті порядок, то переміщати, висувати і видаляти непокірних українських працівників. Але в 1925 році основне в цьому розсаджуванні людей було зроблено. Зінов'єв побачить це тоді, коли вже буде пізно.Оригінальний текст (рос.) Выдвинув весной 1922 года Сталина на пост генерального секретаря партии, Зиновьев считал, что позиции, которые он сам занимал в Коминтерне и в Политбюро, явно важнее, чем позиция во главе партийного аппарата. Это был просчет и непонимание происходивших в партии процессов, сосредоточивавших власть в руках аппарата. В частности, одна вещь для людей, боровшихся за власть, должна быть совершенно ясной. Чтобы быть у власти, надо было иметь свое большинство в Центральном Комитете. Но Центральный Комитет избирается съездом партии. Чтобы избрать свой Центральный Комитет, надо было иметь свое большинство на съезде. А для этого надо было иметь за собой большинство делегаций на съезд от губернских, областных и краевых партийных организаций. Между тем эти делегации не столько выбираются, сколько подбираются руководителями местного партийного аппарата — секретарем губкома и его ближайшими сотрудниками. Подобрать и рассадить своих людей в секретари и основные работники губкомов, и таким образом будет ваше большинство на съезде. Вот этим подбором и занимаются систематически уже в течение нескольких лет Сталин и Молотов. Не всюду это проходит гладко и просто. Например, сложен и труден путь ЦК Украины, у которого несколько губкомов. Приходится комбинировать, смещать, перемещать, то сажать на ЦК Украины первым секретарем Кагановича, чтоб навел в аппарате порядок, то перемещать, выдвигать и удалять строптивых украинских работников. Но в 1925 году основное в этом рассаживании людей проделано. Зиновьев увидит это тогда, когда уже будет поздно. | » |
| — Борис Бажанов | |   |

### У роки Другої світової
Під час Другої світової війни — в умовах нацистської окупації — КП(б)У діяла в підпіллі, після повернення на територію України Червоної армії швидко відновила свою структуру. Найяскравішими комуністичними діячами українського підпілля були Сидір Ковпак в північних областях України та представники Молодої гвардії в південно-східних областях.
Українські лідери радянського комуністичного підпілля повністю орієнтувалися на ЦК ВКП(б). Виконували всі вказівки Москви.

### Післявоєнна відбудова
У березні 1947 р. на посаду першого секретаря ЦК КП(б)У повернули Лазаря Кагановича, у грудні того ж року його змінив Микита Хрущов, з грудня 1949 р. українськими комуністами керував Леонід Мельников. З приходом до керівництва КПРС Микити Хрущова в СРСР і в Україні почалася «відлига».
Народжений на території Російської імперії у селі, яке розташоване сьогодні в Росії поруч з українським кордоном, Хрущов став одним з найвпливовіших проукраїнських політиків світового масштабу. Його прізвище має українське коріння (слова «хрущ» немає в російській мові), його дружина — українка-галичанка родом з міста Перемишль, а більша частина його трудової діяльності пов'язана з Україною.
Політика керівництва Компартії України — Олексія Кириченка (1953—1957 рр.), Миколи Підгорного (1957—1963 рр.) і Петра Шелеста (1963—1972 рр.) послідовністю не відзначалися. На часи Шелеста припадає кілька кампанії по боротьбі з дисидентами, які звинувачувалися в «українському націоналізмі», самого керівника КПУ усунули з посади з майже аналогічною аргументацією. Врешті решт, Підгорний і Шелест зрадили Хрущова, підтримавши закулісний переворот Брежнєва в 1964 році.

### Застій
З приходом до керма партії в 1972 році Володимира Щербицького у відносинах із керівництвом КПРС встановилося повне взаєморозуміння, яке пізніше назвали «застоєм». Щербицький відіграв значну роль у приході до влади в Москві Михайла Горбачова, але з ним у очільників КПУ відносини не склалися.

### Перебудова
У жовтні 1989 р. Горбачов домігся призначення на посаду першого секретаря ЦК Компартії України Володимира Івашка. У квітні 1990 р. Івашка обрали головою Верховної Ради України. Обидві посади він обіймав недовго, влітку 1990 р. переїхав на роботу до Москви. Компартію очолив Станіслав Гуренко, на посаді спікера парламенту Івашка змінив другий секретар ЦК КПУ Леонід Кравчук.
Комуністична партія України як громадське об'єднання була зареєстрована Міністерством юстиції Української РСР 22 липня 1991 року. Її діяльність поширювалась на територію Української РСР

### Заборона діяльності
Після провалу спроби державного перевороту 19–21 серпня 1991 року Радянським Союзом прокотилася хвиля стихійного засудження КПРС та масового виходу з її лав. Прагнучи відмежуватися від дій дискредитованого ЦК КПРС, 22 серпня політбюро ЦК КПУ засудило «авантюрну спробу державного перевороту». 23 серпня голова Львівської обласної ради В'ячеслав Чорновіл видав розпорядження про припинення діяльності Комуністичної партії на території області, а її приміщення були опечатані.
Питання оцінки діяльності КПУ у період путчу неодноразово порушувалося в ході позачергового засідання Верховної Ради України 24 серпня 1991 року, на якому було проголошено незалежність України. Першим про необхідність створення комісії для з'ясування діяльності «посадових осіб» упродовж трьох буремних днів заявив депутат Василь Червоній. На численні повідомлення депутатів про солідарність зі змовниками багатьох високопосадовців України голова президії Верховної Ради України Леонід Кравчук підтримав необхідність створення спеціальної комісії, яка б вивчила поведінку посадових осіб і сформулювала пропозиції щодо необхідності покарання у разі виявлення фактів їхнього сприяння ДКНС. На тому ж засіданні депутати заборонили діяльність осередків політичних партій у державних органах, установах, на підприємствах, у прокуратурі, МВС та КДБ республіки. Однак для створення зазначеної комісії та дозволу опечатати необхідні приміщення і запобігти втраті доказових документів того ж дня голосів не вистачило. Водночас неодноразово лунали заклики про неприпустимість огульного обвинувачення та переслідування усіх без винятку членів КПУ.
26 серпня 1991 року президія Верховної Ради України утворила Тимчасову комісію президії Верховної Ради України для перевірки діяльності посадових осіб, органів влади, управлінь, об'єднань і організацій у зв'язку з державним переворотом 19–21 серпня 1991 року. До її складу на чолі з колишнім прокурором з Харкова Юрієм Гайсинським увійшов 21 народний депутат, зокрема Раїса Богатирьова, Юрій Костенко, Іван Салій, Лариса Скорик, Віктор Шишкін. Аналогічні комісії мали утворити Верховна Рада Кримської АРСР та місцеві ради народних депутатів, які за сприяння службових осіб та правоохоронних органів повинні були опечатати службові приміщення партійних комітетів КПУ і взяти їх під охорону. Того ж дня президія Верховної Ради України тимчасово припинила діяльність КПУ до з'ясування усіх обставин, пов'язаних з її діяльністю під час державного перевороту.
Того ж дня відбувся напівпідпільний пленум ЦК КПУ, який засудив «вчинену групою заколотників з числа осіб, що входили до складу керівництва країни і КПРС, спробу здійснити державний переворот» та заявив про невмотивованість і неконституційність постановки питання про припинення діяльності КПУ й доручив на випадок тимчасового припинення діяльності КПУ представляти її інтереси групі осіб.
Правовий статус комісії Гайсинського та межі її компетентності були визначені лише 29 серпня, коли президія схвалила «Положення» про неї: вона створювалася «для ознайомлення з діяльністю посадових осіб органів державної влади і управління», пов'язаною зі спробою державного перевороту й мала одержати пояснення відповідних громадян, у першу чергу високопосадовців, щодо їх поведінки 19–21 серпня 1991 року.
На своєму вечірньому засіданні 30 серпня президія Верховної Ради розглянула звіт комісії, який засвідчив сприяння окремих комуністів змовникам з ДКНС. Переконливим доказом солідарності керівних органів КПУ з путчистами стала шифротелеграма за підписом першого секретаря ЦК КПУ Станіслава Гуренка, другого секретаря Григорія Харченка і секретарів Валентина Острожинського та Анатолія Савченка, яку вони 19 серпня направили першим секретарям Кримського республіканського комітету, обкомів та Київського міськкому КПУ, що фактично дублювала шифрограму з Москви від 18 серпня про необхідність підтримки ДКНС членами партії. «У зв'язку з введенням у країні надзвичайного стану» секретаріат ЦК КПУ називав «найважливішим завданням партійних комітетів сприяння Державному комітету з надзвичайного стану в СРСР», орієнтував на забезпечення порядку і дисципліни, стабільності, присікання екстремістських дій, недопущення друку в ЗМІ матеріалів, що могли б дестабілізувати обстановку. «Уживані керівництвом країни зі стабілізації обстановки і виходу з кризи заходи відповідають настрою переважної більшості трудящих і співзвучні принциповій позиції Компартії України», — йшлося у шифротелеграмі. Попри те, що 20 серпня вона була відкликана, а 22 — знищена, її зміст став відомим завдяки рішучим діям В'ячеслава Чорновола у Львові.
Спираючись на висновки комісії про те, що керівництво КПУ «своїми діями підтримало державний переворот і тим самим сприяло його здійсненню на території України», 30 серпня 1991 року президія Верховної Ради України ухвалила указ про заборону діяльності Комуністичної партії України. Майно відповідних партійних комітетів мали взяти на свій баланс Верховна Рада Кримської АРСР та місцеві ради народних депутатів, тоді як майно Управління справами ЦК КПРС та ЦК КПУ переходило на баланс ВР України. Правовою підставою для заборони стала частина друга статті 7 Конституції Української РСР, що забороняла створення і діяльність партій, націлених на зміну конституційного ладу насильницьким шляхом.
22 грудня 1991 року ВР України прийняла закон «Про обернення майна Компартії України та КПРС на державну власність».

### Спроба відновлення
14 травня 1993 року президія ВР України своєю постановою підтвердила чинність указів від 26 і 30 серпня 1991 року, одночасно зазначивши, що «громадяни України, які поділяють комуністичні ідеї, можуть утворювати партійні організації відповідно до діючого законодавства України». Це рішення відкривало легітимне поле для діяльності комуністичних організацій в Україні.
19 червня 1993 року в Донецьку проходив 2-й етап Всеукраїнської конференції комуністів, який проголосив відновлення діяльності КПУ шляхом реєстрації нової однойменної партії. Однак Міністерство юстиції України відмовило у реєстрації новій КПУ, оскільки нова партія спочатку позиціонувала себе як правонаступниця тієї Комуністичної партії України, що входила до складу КПРС. Після того керівництво партії внесло відповідні зміни до свого статуту, і 5 жовтня 1993 року Міністерство юстиції зареєструвало нову Комуністичну партію України.
Партія надалі брала активну участь у політичному житті країни і, зокрема, домоглась розгляду конституційності указів «Про тимчасове припинення діяльності Компартії України» і «Про заборону діяльності Компартії України» Конституційним судом України, який у своєму рішенні 27 грудня 2001 року констатував, що, приймаючи їх, президія ВР України перевищила межі своїх повноважень «щодо Компартії України, зареєстрованої 22 липня 1991 року» та скасував обидва укази.
У травні 2002 року відбувся об'єднавчий позачерговий з'їзд обох комуністичних партій України — тієї, що була зареєстрована 22 липня 1991 року, і тієї, що була зареєстрована 5 жовтня 1993 року. Під час з'їзду керівництво КПУ заявило, що партія є повноважною правонаступницею КП(б)У–КПУ, утвореної 12 липня 1918 року.
Діяльність нової КПУ була заборонена 23 липня 2015 року наказом Міністерства юстиції України «Про затвердження Правового висновку Комісії з питань дотримання Закону України «Про засудження комуністичного і націонал-соціалістичного (нацистського) тоталітарних режимів в Україні та заборону пропаганди їх символіки», але це рішення було оскаржено у судовому порядку і через тривалі судові суперечки довгий час не було доведене до кінця. Остаточна заборона відбулася згідно рішення апеляційного суду лише 5 липня 2022 року.

## Список з'їздів і конференцій (на правах з'їзду)
- I з'їзд КП(б)У — Москва, 5—12 липня 1918 р.
- II з'їзд КП(б)У — Москва 17—22 жовтня 1918 р.
- III з'їзд КП(б)У — Харків, 1—6 березня 1919 р.
- IV конференція КП(б)У — Харків, 17—23 березня 1920 р.
- V конференція КП(б)У — Харків, 17—22 листопада 1920 р.
- VI Всеукраїнська конференція КП(б)У — Харків, 9—14 грудня 1921 р.
- VII Всеукраїнська конференція КП(б)У — Харків, 6—10 квітня 1923 р.
- VIII Всеукраїнська конференція КП(б)У — Харків, 12—16 травня 1924 р.
- IX з'їзд КП(б)У — Харків, 6—12 грудня 1925 р.
- X з'їзд КП(б)У — Харків, 20—29 листопада 1927 р.
- XI з'їзд КП(б)У — Харків, 5—15 червня 1930 р.
- XII з'їзд КП(б)У — Харків, 18—23 січня 1934 р.
- XIII з'їзд КП(б)У — Київ, 27 травня — 3 червня 1937 р.
- XIV з'їзд КП(б)У — Київ, 13—18 червня 1938 р.
- XV з'їзд КП(б)У — Київ, 13—17 травня 1940 р.
- XVI з'їзд КП(б)У — Київ, 25—28 січня 1949 р.
- XVII з'їзд КП(б)У — Київ, 23—27 вересня 1952 р.
- XVIII з'їзд КПУ — Київ, 23—26 березня 1954 р.
- XIX з'їзд КПУ — Київ, 17—21 січня 1956 р.
- XX позачерговий з'їзд КПУ — Київ, 16—17 січня 1959 р.
- XXI з'їзд КПУ — Київ, 16—19 лютого 1960 р.
- XXII з'їзд КПУ — Київ, 27—30 вересня 1961 р.
- XXIII з'їзд КПУ — Київ, 15—18 березня 1966 р.
- XXIV з'їзд КПУ — Київ, 17—20 березня 1971 р.
- XXV з'їзд КПУ — Київ, 10—13 лютого 1976 р.
- XXVI з'їзд КПУ — Київ, 10—12 лютого 1981 р.
- XXVII з'їзд КПУ — Київ, 6—8 лютого 1986 р.
- XXVIII з'їзд КПУ — Київ, 19—23 червня 1990 р. (перший етап), 13—14 грудня 1990 р. (другий етап).